# 學習院
學習院（日语：〔〕／ Gakushūin）是作為大日本帝国宫内省外局設置的國立學校。1947年（昭和22年）廢止、民營化，新成立私立的學校法人學習院。

## 沿革

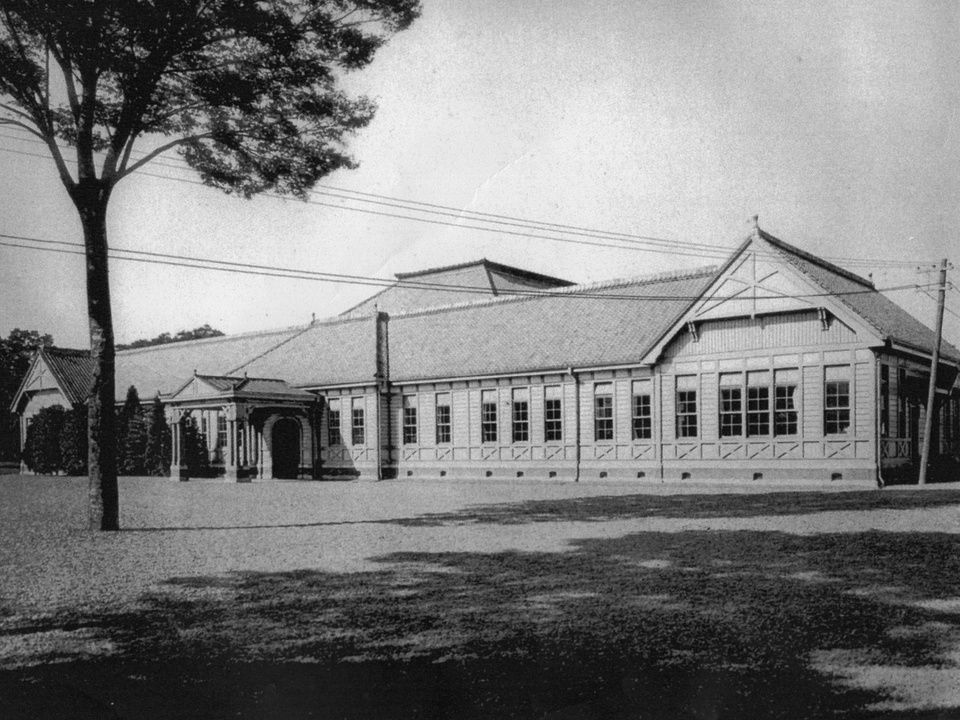
學習院本館（1915年）

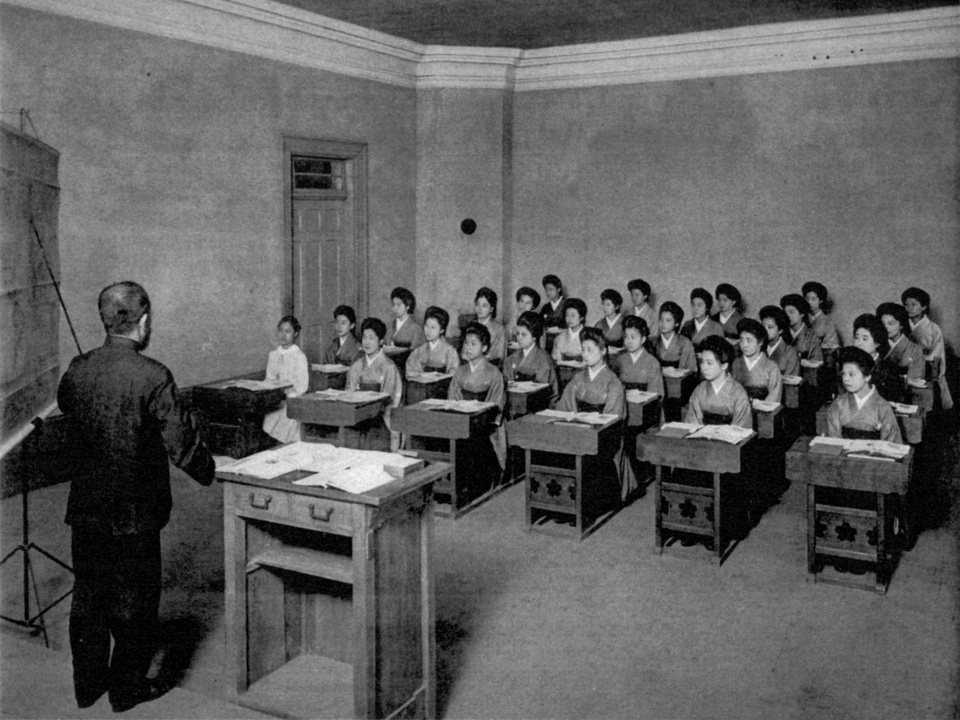
女學部中學科第4年級北組東洋歷史授業（1915年）

1847年（弘化四年），學習所（京都學習院）在京都御所日御門前開講。1849年（嘉永二年），孝明天皇下賜「學習院」敕額。此名稱源於《论语》開頭的「學而時習之，不亦說乎」。1868年4月4日（明治元年舊曆三月十二日），學習院在京都復興，決定三月十九日起開講。四月十五日，學習院改稱大學寮代。九月十六日漢学所解散。
1877年（明治10年），華族學校學則制定。新曆10月17日，私立的華族學校在舉行神田錦町開業式，天皇出席，授予「學習院」稱號。1884年（明治17年）4月17日，華族會館經營的私立學校成為宮內省所轄官立學校。1885年（明治18年），學習院女子科廢止，在四谷區尾張町（現初等科所在地）設置華族女學校。1888年（明治21年），學習院遷至麴町區三年町工部大學校舊址。1889年（明治22年），華族女學校遷至麴町區永田町。1890年（明治23年），學習院遷至四谷區尾張町華族女学校舊址。1906年（明治39年），華族女學校與學習院併合，華族女學校改稱學習院女學部。1908年（明治41年）遷往東京府下高田村（現目白）（初等學科與女學部在舊位置）。1918年（大正7年），女學部遷至青山，成為女子學習院。
1919年（大正8年）學習院初等學科、中等學科及高等学科改為初等科、中等科及高等科。1922年（大正11年）攝政宮裕仁親王建立學習院學制、女子學習院學制，學習院官營化。1928年（昭和3年）舉行學習院開校創立五十年祝典，發行《開校五十年紀念學習院史》。1935年（昭和10年）舉行女子學習院開校五十年紀念式。1945年（昭和20年），學習院評議會接受宮相關於戰後教育方針的諮詢，決定將學習院作為特殊學校延續，同時向一般國民子弟開放。1946年（昭和21年）女子學習院遷至牛込區戶山町，學習院中等科（1、2年）遷至小金井（現小金井公園內）。1947年（昭和22年）學習院學制、女子學習院學制廢止。4月，男女兩院合併，脫離宮內省為財團法人。

## 歷任學習院長列表
| 任數 | 名稱       | 就任時期                      | 說明                                   |
| ---- | ---------- | ----------------------------- | -------------------------------------- |
| 1    | 立花種恭   | 1877年－1884年                | 三池藩第8代藩主、子爵                  |
| 2    | 谷干城     | 1884年－1885年                | 陸軍中將、子爵                         |
| 3    | 大鸟圭介   | 1885年－1887年                | 樞密顧問官、男爵                       |
| 4    | 三浦梧楼   | 1887年－1892年3月26日         | 陸軍中將、子爵                         |
| 5    | 岩倉具定   | 1892年3月26日－1892年10月20日 | 宮內大臣、公爵                         |
| 6    | 田中光顯   | 1892年10月20日－1895年3月19日 | 陸軍少將、內閣書記官長、宮內大臣、子爵 |
| 7    | 近衛篤麿   | 1895年3月19日－1904年1月2日   | 貴族院議長、公爵                       |
| 8    | 菊池大麓   | 1904年8月4日－1905年10月12日  | 京都帝國大學總長、男爵                 |
| 9    | 山口銳之助 | 1906年1月18日－1907年1月31日  | 京都帝國大學教授、物理学家             |
| 10   | 乃木希典   | 1907年1月31日－1912年9月13日  | 陸軍大將、伯爵                         |
| 代理 | 白鳥庫吉   | 1912年9月16日－1912年11月25日 | 東京帝國大學教授、東洋史學者           |
| 11   | 大迫尚敏   | 1912年11月25日－1917年8月25日 | 陸軍大將、子爵                         |
| 12   | 北條時敬   | 1917年8月25日－1920年         | 宮中顧問官                             |
| 13   | 一戶兵衛   | 1920年－1922年                | 陸軍大將、教育總監                     |
| 14   | 福原鐐二郎 | 1922年11月3日－1929年10月28日 | 東北帝國大學總長                       |
| 15   | 荒木寅三郎 | 1929年10月28日－1937年4月6日  | 京都帝國大學總長                       |
| 16   | 野村吉三郎 | 1937年4月6日－1939年9月25日   | 海軍大將                               |
| 17   | 山梨勝之進 | 1939年10月7日－1946年10月5日  | 海軍大將                               |

### 引用
1. ↑  法令全書
2. 1 2 3  學習院 1928.
3. ↑  宮內大臣子爵牧野伸顯 1922.
4. ↑   .  . . 1994: 44.

### 來源
- 宮內大臣子爵牧野伸顯. . 大藏省印刷局《官報》1922年3月16日. 1922  [2022年10月7日]. （原始内容存档于2022年3月19日）.
- 學習院. . 學習院. 1928  [2022-10-07]. （原始内容存档于2022-03-19）.
- .   [2022-03-19]. （原始内容存档于2021-04-19）.